# 松岡桂花
松岡 桂花（まつおか けいか、1992年9月18日 - ）は、日本で活動していた女性歌手、ファッションモデル。
兵庫県神戸市出身。家族構成は両親、弟、妹。2005年時点での身長は156センチメートル。
2005年、ヴィジョンファクトリー所属の女性4人組ダンス＆ヴォーカルユニット・HINOIチームのメンバーとして芸能デビュー。他のメンバーと同様にSONIC GROOVEレーベルのアーティストとして活動し、徳間書店『ラブベリー』のモデルも務めていた。
2007年、学業専念のために脱退。2011年、兵庫県立芦屋高等学校卒業。神戸芸術工科大学卒業。